# Centro de congresos Puerto de la Cruz
El centro de congresos Puerto de la Cruz está situado en el centro del Puerto de la Cruz en medio de más de 110.000 m² de jardines subtropicales junto al antiguo edificio del Casino Taoro. 
La Sala Atlántida, con una capacidad total de 1000 personas, puede dividirse mediante paneles móviles totalmente aislantes ofreciendo diferentes configuraciones de espacio según las necesidades del evento. Existe una gran variedad de alojamientos, comercios y todo tipo de empresas de servicios muy próximas a este centro. 